# Italienische Badmintonmeisterschaft 2013
Die Italienische Badmintonmeisterschaft 2013 fand vom 1. bis zum 3. Februar 2013 in Mailand statt.

## Medaillengewinner
| Disziplin    | Gold                             | Silber                         | Bronze                               |
| ------------ | -------------------------------- | ------------------------------ | ------------------------------------ |
| Herreneinzel | Giovanni Greco                   | Marco Mondavio                 | Manuel Batista                       |
| Herreneinzel | Giovanni Greco                   | Marco Mondavio                 | Pirmin Klotzner                      |
| Dameneinzel  | Agnese Allegrini                 | Claudia Gruber                 | Isabel Delueg                        |
| Dameneinzel  | Agnese Allegrini                 | Claudia Gruber                 | Hannah Strobl                        |
| Herrendoppel | Enrico Galeani Rosario Maddaloni | Giovanni Greco Giovanni Traina | Alexander Kantioler Daniel Scanferla |
| Herrendoppel | Enrico Galeani Rosario Maddaloni | Giovanni Greco Giovanni Traina | Lukas Osele Kevin Strobl             |
| Damendoppel  | Marah Punter Hannah Strobl       | Isabel Delueg Franziska Kofler | Klaudia Grunfelder Tanja Scanferla   |
| Damendoppel  | Marah Punter Hannah Strobl       | Isabel Delueg Franziska Kofler | Elena Chepurnova Erika Stich         |
| Mixed        | Enrico Galeani Agnese Allegrini  | Luigi Izzo Elena Chepurnova    | Giovanni Traina Erika Stich          |
| Mixed        | Enrico Galeani Agnese Allegrini  | Luigi Izzo Elena Chepurnova    | Thomas Mair Isabel Delueg            |